# Корсиканский парусник
Корсиканский парусник (лат. Papilio hospiton) — дневная бабочка из семейства парусников.

## Описание
Размах крыльев 60—76 мм. Кормовые растения гусениц — Ferula communis, Ruta corsica, Peucedanum paniculatum, Foeniculum vulgare, Oenanthe. Развивается в двух поколения за год. Время лёта с мая по август.

## Ареал
Корсика, Сардиния

## Замечания по охране
Внесен в перечень чешуекрылых экспорт, реэкспорт и импорт которых регулируется в соответствии с Конвенцией о международной торговле видами дикой фауны и флоры, находящимися под угрозой исчезновения (СИТЕС).